# Andrei Prepeliță
Andrei Prepeliță (Slatina, 8 dicembre 1985) è un allenatore di calcio ed ex calciatore rumeno, di ruolo centrocampista, tecnico dell'Unirea Slobozia.

## Carriera

### Nazionale
Viene convocato per gli Europei 2016 in Francia.

## Palmarès

### Giocatore
- Campionato rumeno: 3

Steaua Bucarest: 2012-2013, 2013-2014, 2014-2015
- Supercoppa di Romania: 1

Steaua Bucarest: 2013
- Coppa di lega rumena: 1

Steaua Bucarest: 2014-2015
- Coppa di Romania: 1

Steaua Bucarest: 2014-2015
- Campionato bulgaro: 1

Ludogorets: 2015-2016